# Arnsteiner Patres

Signet der Kongregation vom Heiligsten Herzen Jesu und Mariens

Die Arnsteiner Patres (eigentlich Kongregation von den Heiligsten Herzen Jesu und Mariens und der ewigen Anbetung des Allerheiligsten Altarsakramentes, lateinisch Congregatio Sacrorum Cordium Jesu et Mariae necnon adorationis perpetuae Sanctissimi Sacramenti Altaris, Ordenskürzel SSCC) sind eine Ordensgemeinschaft in der katholischen Kirche. Die volkstümliche Bezeichnung Arnsteiner Patres geht auf die 1919 gegründete erste Kommunität in Deutschland zurück, den Wallfahrtsort Kloster Arnstein in Obernhof an der Lahn.

## Geschichte
Gegründet wurde die Kongregation von den Heiligsten Herzen Jesu und Mariens in der Weihnacht des Jahres 1800 von dem französischen Priester Pierre Coudrin und der Adligen Henriette Aymer de la Chevalerie. 1817 erhielt sie die päpstliche Anerkennung.
Pater Coudrin, der sich während der Französischen Revolution heimlich zum Priester weihen ließ, arbeitete jahrelang als Seelsorger im Untergrund. Henriette Aymer de la Chevalerie wurde während der Revolution inhaftiert, da sie kirchentreue Priester, darunter auch Coudrin, unterstützt hatte. In der Weihnachtsnacht des Jahres 1800 legten beide die Ordensgelübde ab und begründeten somit eine sich rasch entwickelnde Ordensgemeinschaft. In Frankreich wurden die Ordensgemeinschaft und ihre Brüder nach dem Standort des französischen Mutterhauses im Pariser Vorort Picpus unter der Bezeichnung Picpus-Gesellschaft beziehungsweise Picpus-Patres oder Picpus-Missionare bekannt.
Durch ihre Ordensgründung wollten Coudrin und Aymer de la Chevalerie beim Wiederaufbau der durch die Französische Revolution zerstörten französischen Kirche mitwirken. Vorrangiges Ziel war die Sorge um Arme, insbesondere minderbemittelte Kinder, für die sie Schulen errichteten. 1826 begannen die Picpus-Patres mit der Mission auf den Hawaii-Inseln. 1834 begann die Mission in Chile. Fortan entwickelte sich die Kongregation zu einer Missionsgemeinschaft. Sie blieb jedoch stets ihrem Gründungsideal, der Linderung der leiblichen Nöte der Menschen, verpflichtet.
1920, ein Jahr nach der Gründung des Konvents im Kloster Arnstein, wurde die deutsche Provinz gegründet. Im Jahr 1924 fand die erste Herz-Jesu-Wallfahrt zum Kloster Arnstein statt.

## Die Arnsteiner Patres heute
Ende 2018 verließen die Arnsteiner Patres das Kloster Arnstein in Obernhof an der Lahn aufgrund von Überalterung und ausbleibenden Nachwuchses der Ordensgemeinschaft. In dem Kloster lebten zuletzt nur noch fünf Patres. Das Provinzkapitel teilte 2015 mit, dass für eine Aufrechterhaltung des Konvents keine Brüder zur Verfügung stünden.

## Bekannte Patres
- Damian de Veuster ist der weltweit bekannteste Arnsteiner Pater. Er wirkte als „Apostel der Aussätzigen in“ einer Leprakolonie auf der Insel Molokai (Hawaii). Er wurde am 11. Oktober 2009 heiliggesprochen.
- Eustáquio van Lieshout (Hubert van Lieshout, 1890–1943) wird in Brasilien weithin verehrt. Er wurde 2006 seliggesprochen.
- Bernhard Hermann Köckemann, der von 1882 bis 1892 Apostolischer Vikar des Bistums Honolulu war.
- Manfred Kollig ist seit 2016 Generalvikar des Erzbistums Berlin.
- David Israel de la Torre Altamirano ist seit 2019 Weihbischof im Erzbistum Quito.

## Daten und Fakten
- Zur Gemeinschaft gehören gegenwärtig 611 Ordenspriester sowie 118 Ordensbrüder und Novizen, die in 35 Ländern der Welt tätig sind.[5] Sie widmen sie sich vor allem der Jugendseelsorge. Im Jahr 2017 hatte die Ordensgemeinschaft in Deutschland 42 Mitglieder.[6]
- Der Ordenszweig für Frauen zählt weltweit rund 700 Schwestern und hat Niederlassungen in vielen Ländern.
- Die Spiritualität der Kongregation ist von der Verehrung der Herzen Jesu und Mariä geprägt.[7] Eine ordenseigene Ausprägung dieser Verehrung ist die „Thronerhebung des Herzens Jesu“, die auf P. Mateo Crawley-Boevey zurückgeht.
- Das Generalat der Ordensgemeinschaft befindet sich in Rom. Der Sitz der Deutschen Ordensprovinz befindet sich in Werne.

## Schulen
Die Arnsteiner Patres unterhielten in Deutschland zwei katholische Schulen, das Johannes-Gymnasium Lahnstein in Lahnstein (bis 2007) und das Gymnasium St. Christophorus in Werne (bis 1982). An beiden Schulen setzten sich die Arnsteiner Patres für eine Erziehung nach ihren Grundsätzen ein und gewannen über diese Schulen ihren Ordensnachwuchs.

## Generalsuperioren
- 1800–1837 Marie-Joseph Coudrin
- 1837–1853 Pierre-Dominique-Marcellin Bonamie
- 1853–1869 Euthyme Rouchouze
- 1870–1911 Marcellin Bousquet
- 1912–1938 Flavien Prat
- 1938–1958 Jean du Cœur de Jésus d’Elbée
- 1958–1970 Henry Systermans
- 1970–1982 Jan Scheepens
- 1982–1994 Patrick Bradley
- 1994–2006 Enrique Losada Adame
- 2006–2018 Javier Álvarez-Ossorio Ramos
- 2019–0000 Alberto Toutin Cataldo[8]